# فرفیونیان آلکورنئائه
فرفیونیان آلکورنئائه(نام علمی: Alchorneae) نام یک طایفه از زیرخانواده فرفیونیان آکالیفویدئا است.